# Рабивере
Ра́бивере (эст. Rabivere) — деревня в волости Кохила уезда Рапламаа, Эстония.  

## География и описание
Расположена в 7 километрах к югу от волостного центра — посёлка Кохила, и в 13 километрах к северу от уездного центра — города Рапла. Находится среди лесов и болот в 5 км к югу от посёлка Хагери. Высота над уровнем моря — 68 метров. В деревне сохранилась мыза Рабифер, первые упоминания о которой относятся к 1417 году.
Официальный язык — эстонский. Почтовый индекс — 79610.
На территории деревни находятся леса, болота и озёра Кыннуярв и Казелауг.

## Население
По данным переписи населения 2011 года, в деревне проживали 132 человека, из них 122 (92,4 %) — эстонцы.
По данным переписи населения 2021 года, в деревне насчитывалось 116 жителей, из них 103 (88,8 %) — эстонцы.
Численность населения деревни Рабивере по данным переписей населения:
| Год  | 1959 | 1970 | 1979  | 1989  | 2000  | 2011  | 2021  |
| ---- | ---- | ---- | ----- | ----- | ----- | ----- | ----- |
| Чел. | 63   | ↗ 66 | ↗ 139 | ↘ 118 | ↗ 135 | ↘ 132 | ↘ 116 |

## История
В письменных источниках 1417 года упоминается Rappierve, 1540 года — Rabbierve, Rappiver.
В 1417 году упомянута мыза Раббифер (Рабивере) (нем. Rabbifer, эст. Rabivere mõis); одноимённое поселение возникло после земельной реформы 1919 года, и первоначально его название писалось как Rabijärve (Рабиярве). Территория современной деревни более-менее совпадает с территорией бывшей мызы; её увеличение произошло в 1977 году, когда к Рабивере были присоединены ещё четыре исторические деревни: Рабивере-Сууркюла ( эст. Rabivere-Suurküla, Большая Рабивере), Рабивере-Вяйкекюла ( эст. Rabivere-Väikeküla, Малая Рабивере), Рабивере-Метсакюла (эст. Rabivere-Metsaküla, Лесная Рабивере), Рабивере-Кримми (эст. Rabivere-Krimmi, Крымская Рабивере).